# Уобаш (Индиана)
Уобаш (англ. Wabash) — город и административный центр округа Уобаш в штате Индиана США.

## Описание
Уобаш, город, центр (1835 г.) округа Уобаш, северо-восточная Индиана, США, на реке Уобаш, в 72 км к западу-юго-западу от Форт-Уэйна. Он был заложен в 1834 году на земле, уступленной правительству США индейцами потаватоми и майами по Договору Парадайз-Спринг, подписанному на вершине местного холма в 1826 году. Канал Уобаш и Эри достиг этой местности в 1830-х годах, что стимулировало рост сообщества. Уобаш был одним из первых в мире городов с электрическим освещением (1880 г.).

## Население
| 2010   | 2020    |
| ------ | ------- |
| 10 666 | ↘10 440 |